# لیبانو (تولیما)
لیبانو (تولیما) (به اسپانیایی: Líbano, Tolima) یک سکونتگاه مسکونی در کلمبیا است که در بخش تولیما واقع شده‌است.

## خصوصیات
لیبانو ۲۹۹٫۴۴ کیلومترمربع مساحت دارد ۱٬۵۶۵ متر بالاتر از سطح دریا واقع شده‌است.